# Caceres (flygplats i Brasilien)
Caceres är en flygplats i Brasilien.   Den ligger i kommunen Cáceres och delstaten Mato Grosso, i den centrala delen av landet, 1 000 km väster om huvudstaden Brasília. Caceres ligger 142 meter över havet.
Terrängen runt Caceres är platt åt nordväst, men åt sydost är den kuperad. Runt Caceres är det mycket glesbefolkat, med 3 invånare per kvadratkilometer..
Omgivningarna runt Caceres är huvudsakligen savann.